# Soonlepa
Soonlepa (Duits: Soonlep) is een plaats in de Estlandse gemeente Hiiumaa, provincie Hiiumaa. De plaats heeft de status van dorp (Estisch: küla).
Tot in oktober 2017 behoorde Soonlepa tot de gemeente Pühalepa. In die maand werd de fusiegemeente Hiiumaa gevormd, waarin Pühalepa opging.

## Bevolking
De ontwikkeling van het aantal inwoners blijkt uit het volgende staatje:
| Jaar            | 2000 | 2011 | 2017 | 2019 | 2021 |
| --------------- | ---- | ---- | ---- | ---- | ---- |
| Aantal inwoners | 20   | 23   | 29   | 28   | 32   |

## Geografie
De plaats ligt aan de zuidkust van het eiland Hiiumaa, aan de Baai van Soonlepa (Estisch: Soonlepa laht). Een klein deel van de plaats ligt in het natuurpark Sarve maastikukaitseala (8,1 km²).

## Geschiedenis
Soonlepa werd voor het eerst vermeld in 1453 als Peter Somelepis tho Waymonen, een boerderij. In 1564 werd de plaats genoemd als Somelep by, een dorp op het landgoed Großenhof (Suuremõisa). By is Zweeds voor ‘dorp’. In 1798 heette het dorp Sonlep.
Soonlepa was een Hoflage, een niet-zelfstandig landgoed, onder Großenhof. In 1782 of iets later werd het een zelfstandig landgoed. In elk geval in 1798 was het weer een Hoflage. Het landgoed had een landhuis, vermoedelijk van hout, dat verloren is gegaan. Enkele stallen en de wodkastokerij zijn bewaard gebleven, sommige in goede staat, andere als ruïne.